# Фишман, Михаил Владимирович
Михаи́л Влади́мирович Фи́шман (род. 3 декабря 1972, Москва) — российский журналист, телеведущий и документалист. Ведущий авторской программы «И так далее» на телеканале «Дождь» с 2012 года.
Главный редактор журнала «Русский Newsweek» (2008—2010), издания The Moscow Times (2015—2017) и онлайн-газеты «Cityboom» (2013—2014). Колумнист газеты «Ведомости» (2010—2012), российской версии журнала «Forbes» (2009—2011) и Slon.ru (2013—2018). Специальный корреспондент группы WELT в России и странах СНГ (2010—2011).

## Биография
Родился 3 декабря 1972 года в Москве. Является внуком биофизика Михаила Волькенштейна, племянником кинорежиссёра Владимира Аленикова.
В 1995 году окончил филологический факультет Московского государственного университета имени Ломоносова.
Сотрудничал с радио «Эхо Москвы» и газетой «Коммерсантъ». Позднее сотрудничал с такими изданиями, как журнал «Итоги», газета «Русский телеграф», журнал «Интернет». С 2000 года писал статьи для интернет-издания «Газета.ru» (прекратил сотрудничество с ним в 2008 году).
С 1998 года по 2003 год был журналистом, обозревателем и редактором интернет-изданий «Полит.ру» и «Еженедельный журнал».
В 2004 году стал политическим обозревателем только что созданной русскоязычной версии журнала «Newsweek» — издания «Русский Newsweek». Затем стал заместителем его шеф-редактора Александра Гордеева. После перерыва на январь — ноябрь 2006 года (когда Фишман был специальным корреспондентом издательского дома «Коммерсантъ»), снова стал работать в журнале «Русский Newsweek», с апреля 2007 года стал там редактором отдела политики. В сентябре 2008 года, после ухода с поста главного редактора издания Кирилла Вишнепольского, Михаил Фишман стал главным редактором журнала. Занимал этот пост до октября 2010 года, когда владелец издания ЗАО «Аксель Шпрингер Раша» (дочерняя компания немецкого медиахолдинга «Axel Springer AG») расторгло лицензионный договор с «Newsweek» и прекратило выпуск русскоязычной версии журнала «по экономическим причинам». Последний «Русский Newsweek» под номером 310 вышел 18 октября 2010 года.
Принимал участие в акции «Марш несогласных» весной 2007 года.
В 2009—2011 годах был колумнистом российской версии журнала «Forbes».
15 и 22 марта 2010 года на видеохостинге YouTube появились ролики, изображающие, в частности, человека, похожего на Фишмана. В первом ролике он вместе с Ильёй Яшиным и Дмитрием Орешкиным якобы пытался дать взятку сотрудникам ГИБДД, а во втором употреблял наркотики в окружении двух полуголых девушек. 24 марта 2010 года за Фишмана заступились ведущие российские СМИ и Союз журналистов Москвы. Сам журналист заявил, что это было частью «спецоперации», заказчики которой ставили целью изменить редакционную политику журнала «Русский Newsweek».
В 2010—2011 годах работал специальным корреспондентом группы WELT в России и странах СНГ.
В 2010—2012 годах был колумнистом газеты «Ведомости».

С 12 мая 2012 года является ведущим еженедельной авторской итоговой программы «И так далее с Михаилом Фишманом» на телеканале «Дождь». В 2015—2017 годах представлял телеканал «Дождь» в ежегодной программе «Разговор с Дмитрием Медведевым».

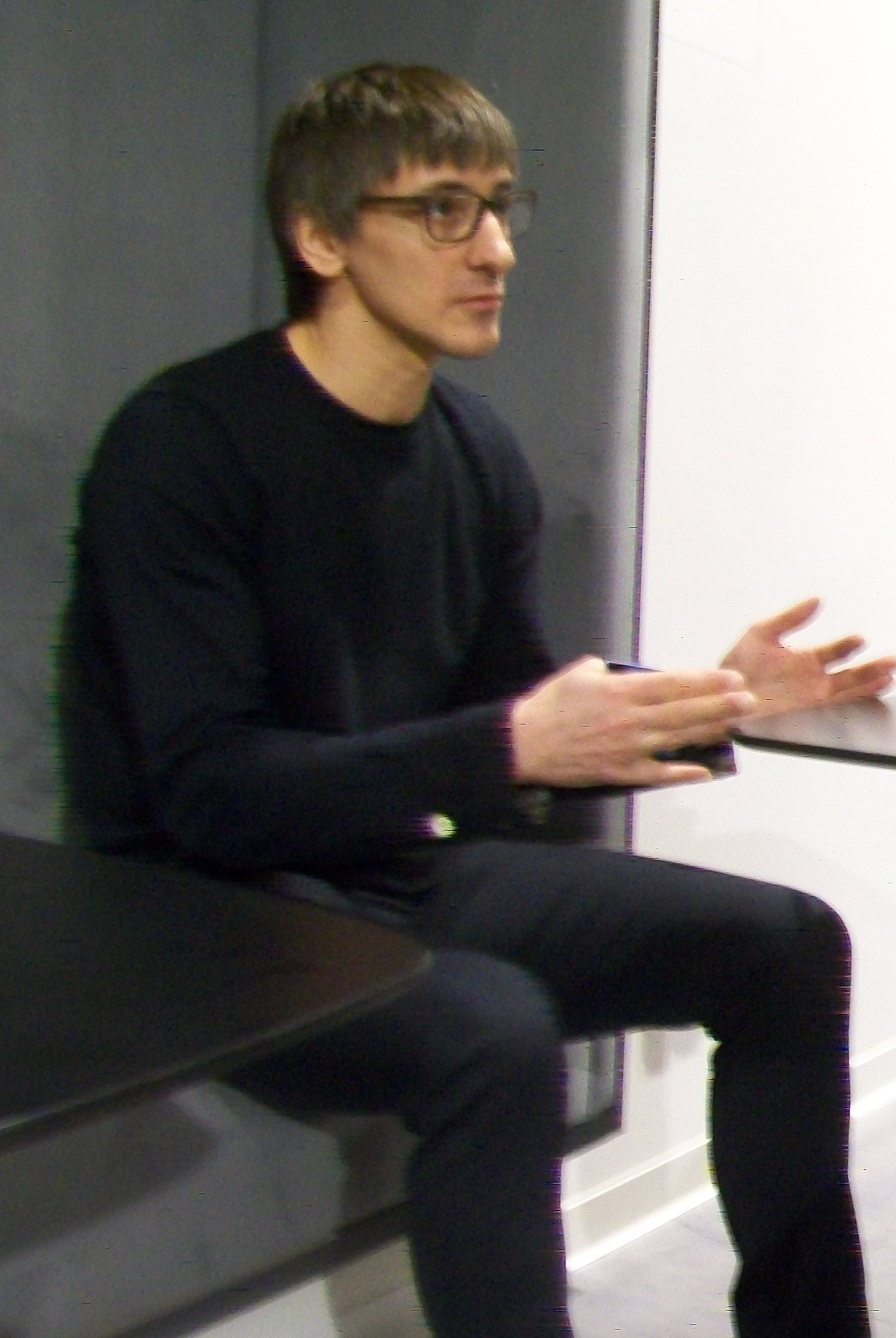
Фишман в январе 2018 года

В 2013 году стал главным редактором городской онлайн-газеты о Москве — Cityboom. Проект Cityboom закрылся в июле 2014 года.
В 2013—2018 годах был автором издания Slon.ru (в 2016 году переименован в Republic).
C осени 2015 по июнь 2017 года Фишман занимал должность главного редактора англоязычного издания The Moscow Times.
Был одним из авторов (сценаристом и продюсером) вышедшего в 2017 году документального фильма «Слишком свободный человек» о российском политике Борисе Немцове. Продолжая исследовать политическую биографию Немцова в контексте истории России 1980-х — 2010-х, Фишман написал книгу «Преемник. История Бориса Немцова и страны, в которой он не стал президентом», которая вышла в 2022 году. Книга вошла в шорт-лист премии «Просветитель» за 2022 год в номинации «ПолитПросвет».
После вторжения России на Украину, блокировки сайта «Дождя» и приостановки вещания, в марте 2022 года, как и большинство журналистов телеканала, уехал из России. С апреля 2022 года выпускал программу «Итоги недели с Михаилом Фишманом» на YouTube, после возобновления вещания канала из Латвии в июле 2022 года — на «Дожде».
9 декабря 2022 года Министерством юстиции России внесён в список физических лиц «иностранных агентов».

## Личная жизнь
Был женат. Есть двое детей от первого брака.
Гражданская жена — журналистка Юлия Таратута (род. 1978). Дочь — Екатерина (род. 2018).
Увлекается большим теннисом, принимает участие в любительских и смешанных турнирах. Занимался некоторое время в детстве в юношеской секции, однако увлёкся спортом уже будучи взрослым.

## Награды и премии
- Лауреат премии Фонда Пола Хлебникова «За превосходство в журналистике» (2008).
- Лауреат премии «Редколлегия» за работу над передачей «И так далее» (2023)[19].

## Книги
- Преемник. История Бориса Немцова и страны, в которой он не стал президентом. — Corpus, 2022. — 624 с. — ISBN 978-5-17-133048-4.[20]